# エナジー&シナジー
『エナジー&シナジー』は、2018年7月7日から2019年3月30日までRKB毎日放送（RKBラジオ）で放送されていたトーク番組。

## 番組概要
政財界トップや文化人などをゲストに招く対談番組。ゲストが東京で活躍する人物の場合は神戸、福岡で活躍する人物の場合は下田がホスト役を務める。

## 放送時間
- 土曜日 8:30 - 8:45（JST。2018年7月7日 - 2019年3月30日）※安藤豊 どんどこサタデー内包

## パーソナリティ
- 神戸金史（RKB報道制作局次長兼東京報道部長）
- 下田文代（RKB報道部記者）